# Nunspeet
Nunspeet là một đô thị thuộc tỉnh Gelderland, Hà Lan. Đô thị này có diện tích 129.53  km², dân số là 27019 người.